# Senna Miangue
Senna Miangue (Amberes, Bélgica, 5 de febrero de 1997) es un futbolista belga que juega como defensa y su equipo es el Círculo de Brujas de Bélgica.

## Trayectoria

### Inter
Después de haber jugado previamente en las academias del Beerschot y Royal Antwerp en su Bélgica natal, Miangue se trasladó a Italia en 2013 para unirse al Inter de Milán de la Serie A. Miangue apareció en el banquillo para el Inter por primera vez el 10 de abril de 2016. Hizo su debut en la Serie A para el club el 28 de agosto de 2016, saliendo del banquillo para Davide Santon en el empate 1-1 con el Palermo. Dos días después fue recompensado con un nuevo contrato de cuatro años con el club. Hizo su debut en la UEFA Europa League para el Inter el 29 de septiembre en la derrota por 3-1 contra el Sparta Prague. Miangue hizo un total de cuatro apariciones para el club antes de fichar por el Cagliari, inicialmente cedido, y luego permanentemente.

### Cagliari
El 26 de enero de 2017, el Cagliari de la Serie A anunció la contratación de Miangue como préstamo por el resto de la temporada, y el club conservará la opción de compra al final de la temporada. Hizo su debut para el club el 29 de enero y asistió a Marco Borriello en el minuto 92 en el empate 1-1 con el Bologna. Hizo dos apariciones más, ya que el Cagliari terminó la temporada en el 11.º puesto. El 30 de junio, firmó para el club de forma permanente. 
El 30 de diciembre de la siguiente temporada, recibió su primera tarjeta roja en la victoria de liga sobre el Atalanta.

## Clubes
| Club                       | País    | Año       |
| -------------------------- | ------- | --------- |
| Inter de Milán             | Italia  | 2015-2017 |
| Cagliari Calcio            | Italia  | 2017-2022 |
| Standard Lieja (cedido)    | Bélgica | 2018-2020 |
| K. A. S. Eupen (cedido)    | Bélgica | 2020-2021 |
| Círculo de Brujas (cedido) | Bélgica | 2021-2022 |
| Círculo de Brujas          | Bélgica | 2022-     |

## Vida personal
Aunque nació en Bélgica, Miangue es de origen congoleño por medio de su padre, que también era futbolista. Él lleva el nombre del excampeón mundial brasileño de Fórmula 1, Ayrton Senna. Miangue también domina cuatro idiomas.